# Cyrenoida dupontia
Cyrenoida dupontia is een tweekleppigensoort uit de familie van de Cyrenoididae. De wetenschappelijke naam van de soort is voor het eerst geldig gepubliceerd in 1835 door de Joannis.